# Short track na zimowych światowych wojskowych igrzyskach sportowych

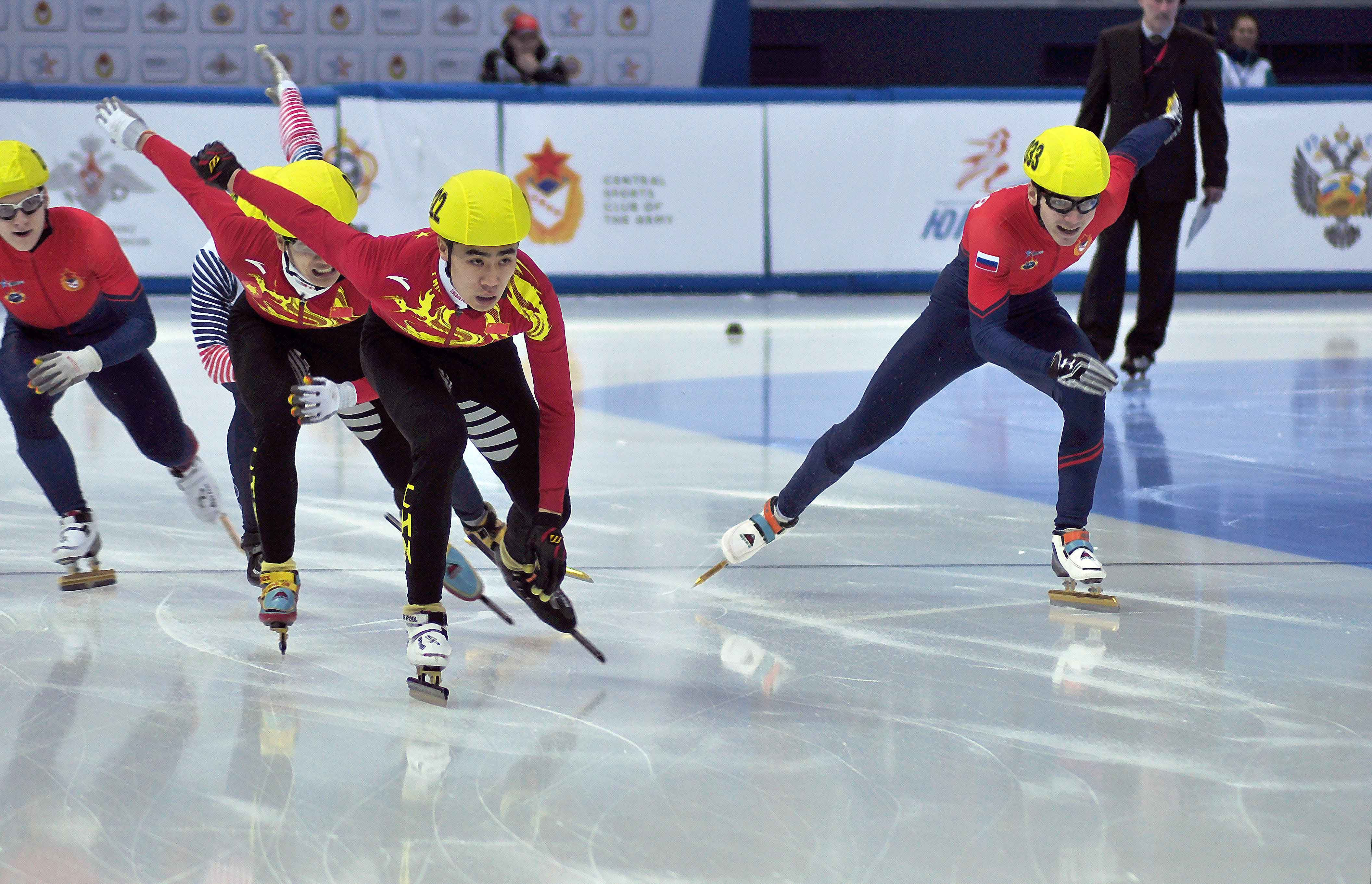
Soczi 2017. Short track – bieg mężczyzn.

Short track na zimowych światowych wojskowych igrzyskach sportowych – jako  jedna z zimowych dyscyplin sportowych zadebiutowała w dniu 23 marca 2010 na zimowych igrzyskach wojskowych w miejscowości Courmayeur położonej w regionie Dolinie Aosty we Włoszech biegiem kobiet i mężczyzn na 500 m. 24 marca zostały rozegrane biegi na 1500 m.
W tych zawodach w klasyfikacji medalowej zwyciężyła reprezentacja Chin, zdobywając 3 złote medale na 4 możliwe.
Siedem lat później na zimowych igrzyskach wojskowych w Soczi, pierwszy raz odbyły się zawody z udziałem sztafety mieszanej na dystansie 3000 m. Skład drużyn był mieszany pod względem płci jak i również pod względem narodowości. Zwyciężyła sztafeta biegnąca w składzie: dwie Włoszki Arianna Fontana i Elena Viviani oraz Rosjanin Danił Eybog i Koreańczyk Hwang Jae-min.

## Edycje
| Edycja | Data                      | Miejscowość                | Kraj    | Liczba konkurencji |
| ------ | ------------------------- | -------------------------- | ------- | ------------------ |
| 1.     | 23–24.03.2010 (szczegóły) | Dolina Aosty (Courmayeur)  | Włochy  | 4                  |
| 2.     | 27–28.03.2013 (szczegóły) | Annecy i Chamonix          | Francja | 4                  |
| 3.     | 24–25.02.2017 (szczegóły) | Soczi (Ajsbierg)           | Rosja   | 5                  |
| 4.     | 23–29.03.2021 (szczegóły) | Berchtesgaden i Ruhpolding | Niemcy  |                    |

## Konkurencje
W programach igrzysk wojskowych jest podział dyscypliny na konkurencje męskie i damskie (od 2017 roku włączono nową zespołową konkurencję – sztafetę mieszaną). Podczas zimowych igrzysk wojskowych zawodnicy i zawodniczki aktualnie rywalizują w pięciu konkurencjach.
Aktualne konkurencje rozgrywane na igrzyskach wojskowych:
- short track kobiet:
  - bieg na 500 m
  - bieg na 1500 m
- short track mężczyzn:
  - bieg na 500 m
  - bieg na 1500 m
- oraz sztafeta mieszana

## Tabela medalowa wszech czasów
Poniższe zestawienia nie uwzględnia medali wręczonych dla medalistów w sztafecie mieszanej w 2017, ponieważ nie były to reprezentacje narodowe. Skład drużyn był nie tylko mieszany pod względem płci ale również i pod względem narodowości.

### Klasyfikacja medalowa kobiet

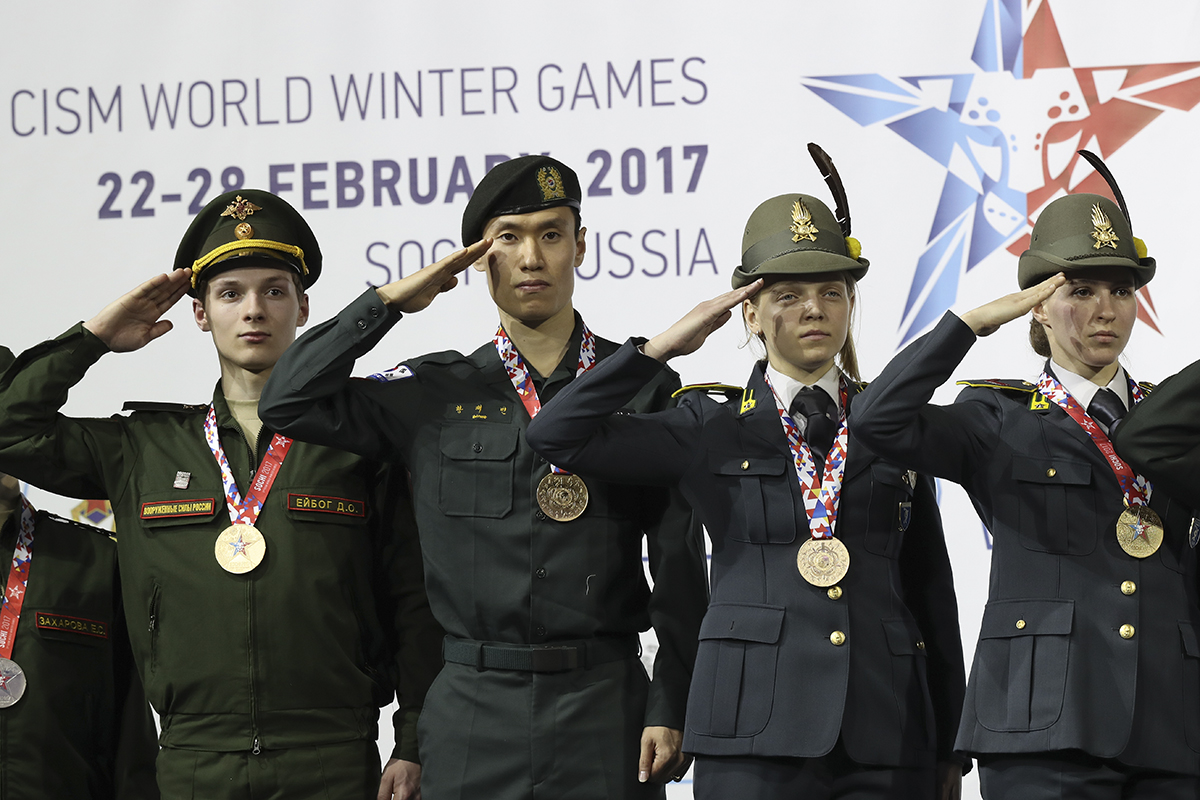
Soczi 2017 – złota sztafeta. Od lewej: (RUS) Danił Eybog, (KOR) Hwang Jae-min oraz Włoszki Arianna Fontana i Elena Viviani.

### Klasyfikacja medalowa lata 2010-2017
| Miejsce           | Reprezentacja     | Złoto | Srebro | Brąz | Razem |
| ----------------- | ----------------- | ----- | ------ | ---- | ----- |
| 1                 | Chiny             | 6     | 8      | 4    | 18    |
| 2                 | Włochy            | 4     | 3      | 1    | 8     |
| 3                 | Bułgaria          | 1     | 0      | 0    | 1     |
| 3                 | Korea Południowa  | 1     | 0      | 0    | 1     |
| 5                 | Niemcy            | 0     | 1      | 1    | 2     |
| 6                 | Austria           | 0     | 0      | 3    | 3     |
| 7                 | Rosja             | 0     | 0      | 2    | 2     |
| 8                 | Francja           | 0     | 0      | 1    | 1     |
| Ogółem (8 państw) | Ogółem (8 państw) | 12    | 12     | 12   | 36    |

| Lp.               | Reprezentacja     | Złoto | Srebro | Brąz | Razem |
| ----------------- | ----------------- | ----- | ------ | ---- | ----- |
| 1                 | Chiny             | 5     | 4      | 2    | 11    |
| 2                 | Korea Południowa  | 1     | 0      | 0    | 1     |
| 3                 | Niemcy            | 0     | 1      | 1    | 2     |
| 3                 | Włochy            | 0     | 1      | 1    | 2     |
| 5                 | Francja           | 0     | 0      | 1    | 1     |
| 5                 | Rosja             | 0     | 0      | 1    | 1     |
| Ogółem (6 państw) | Ogółem (6 państw) | 6     | 6      | 6    | 18    |

| Lp.               | Reprezentacja     | Złoto | Srebro | Brąz | Razem |
| ----------------- | ----------------- | ----- | ------ | ---- | ----- |
| 1                 | Włochy            | 4     | 2      | 0    | 6     |
| 2                 | Chiny             | 1     | 4      | 2    | 7     |
| 3                 | Bułgaria          | 1     | 0      | 0    | 1     |
| 4                 | Austria           | 0     | 0      | 3    | 3     |
| 5                 | Rosja             | 0     | 0      | 1    | 1     |
| Ogółem (5 państw) | Ogółem (5 państw) | 6     | 6      | 6    | 18    |

### Klasyfikacja medalowa sztafet mieszanych
| Konkurencja                             | Złoto                                                    | Srebro                                                                     | Brąz                                      |
| Konkurencja                             | Zawodniczka/Zawodnik                                     | Zawodniczka/Zawodnik                                                       | Zawodniczka/Zawodnik                      |
| Sztafeta mieszana - 3000 m (Soczi 2017) | Arianna Fontana Elena Viviani Jae Min Hwang Daniił Eybog | Eugenia Zacharowa Jekaterina Konstantinowa Yuri Confortola Nicola Rodigari | Wang Runyuan Wu Yi Yang Shuai Ning Qipeng |